# 902 (číslo)
Devět set dva je přirozené číslo. Římskými číslicemi se zapisuje CMII a řeckými číslicemi se zapisuje ϡβʹ. Následuje po čísle devět set jedna a předchází číslu devět set tři.

## Matematika
902 je:
- Deficientní číslo
- Složené číslo
- Nešťastné číslo

## Astronomie
- (902) Probitas je planetka hlavního pásu, kterou objevil v roce 1918 Johann Palisa

## Roky
- 902
- 902 př. n. l.